# Gerardus Martinus Jansen
Gerardus Martinus Jansen (Steenderen, 11 september 1828 - Utrecht, 18 juli 1900) was een Nederlands priester en hoogleraar.
Jansen werd priester gewijd in 1851 te Oegstgeest. In hetzelfde jaar werd hij kapelaan te IJsselstein. Niet veel later werd hij secretaris van het aartsbisdom Utrecht. Als hoogleraar in de dogmatiek was hij verbonden aan het seminarie Rijsenburg. Hij schreef in die hoedanigheid het drie delen tellende werk Theologia Dogmatica.
Hij promoveerde in 1896 tot huisprelaat van de paus.

## Bron
- Jansen, Gerardus Martinus, in: P.C. Molhuysen en P.J. Blok (red.), Nieuw Nederlandsch biografisch woordenboek. Deel 1. A.W. Sijthoff, Leiden 1911

- Biografisch Portaal: 55951108
- Digitale Bibliotheek voor de Nederlandse Letteren: jans134
- Gemeinsame Normdatei: 120036127X
- International Standard Name Identifier: 0000 0003 9133 3988
- Nederlandse Thesaurus van Auteursnamen: 075156482
- Virtual International Authority File: 236782862
- WorldCat: E39PBJwD6Dgk6TJFTMYWXFqvpP